# Albatrellus ovinus
Albatrellus ovinus is een schimmelsoort uit de familie Albatrellaceae.
De soort komt voor in Noord-Amerika en in Noord-Europa. Het is een mycorrhiza die aangetroffen wordt op de bodem nabij naaldbomen in bergachtige streken zoals sparren in de Rocky Mountains in de Verenigde Staten. Het "vruchtlichaam" van de paddenstoel heeft een korte steel en is van nature wit.
Het is een eetbare paddenstoel. In Zweden is Albatrellus ovinus  een ingrediënt in bepaalde leverpastei. Omdat de gewenste kleur in de leverpastei donker is, wordt de witte paddenstoel behandeld met ijzer(II)lactaat (een levensmiddelenadditief met E-nummer E585).